# LOVE IS HERE (KATZEのアルバム)
『LOVE IS HERE』（ラブ・イズ・ヒア）は、KATZEの4作目のアルバム。1990年11月21日発売。発売元はテイチク・レコード（現・テイチクエンタテインメント）。アルバムと同日にシングル「AGAIN/BIG BOSS」も発売された（「BIG BOSS」はアルバム未収録）。
2008年7月23日には紙ジャケット、リマスタリングを施し、再発売された。

## 解説
前作『Good Times Bad Times』より9カ月で発売されたアルバム。バンドにとって、ラスト・オリジナル・アルバムとなってしまった。1991年春に解散を発表。

## 収録曲
1. LIBERTY
2. BRAND NEW DAY
3. RIOT (OF THE WORLD)
4. DEAR LOSERS－見事な弱者
5. SILENT
6. STAY OR GO!
7. CLOUDY LATER RAIN
8. HELLO, I LOVE YOU
9. 僕の顔 (WE ARE THE CHILDREN)
10. AGAIN
11. LOVE IS HERE